# Henry Hillman
Henry Lea Hillman (* 25. Dezember 1918 in Pittsburgh, Pennsylvania; † 14. April 2017 ebenda) war ein US-amerikanischer Unternehmer und Philanthrop.

## Leben
Henry Hillman übernahm von seinem Vater John Hartwell Hillman Jr. das Unternehmen Pittsburgh Coke & Chemical und investierte in den folgenden Jahrzehnten in verschiedene Immobilien- und Investmentunternehmen. Er war Vorsitzender des Investmentunternehmens The Hillman Ventures Inc. Er war nach Angaben des Forbes Magazine einer der reichsten US-Amerikaner und ist in The World’s Billionaires gelistet. Hillman war mit Elsie Hillman (1925–2015) verheiratet, hatte vier Kinder und lebte mit seiner Familie in Pittsburgh. Gemeinsam mit seiner Ehefrau gründete er in Pittsburgh die Hillman Foundation und die Henry L. Hillman Foundation.